# Hospital Dom João Becker
O Hospital Dom João Becker é um hospital localizado no município brasileiro de Gravataí, estado do Rio Grande do Sul.
Desde 1º de agosto de 2018, a Santa Casa de Misericórdia de Porto Alegre se tornou a nova mantenedora e administradora do Hospital Dom João Becker, em Gravataí, região metropolitana de Porto Alegre. A unidade agora passa a integrar o patrimônio do complexo hospitalar, atendendo tanto usuários do SUS, quanto de convênios e particulares.
Única unidade hospitalar no município, o Hospital Dom João Becker oferece atendimentos nos setores de urgência, emergência, internação, UTI, centro obstétrico, laboratório de análises clínicas, centro de especialidades médicas, fisioterapia e diagnóstico por imagem.
Em seus 13.000m² de área construída, o Hospital Dom João Becker possui 173 leitos de internação e 20 leitos de UTI. Unidade de Tratamento Intensivo (UTI).